# Beraba iuba
Beraba iuba é uma espécie de cerambicídeo, com ocorrência no Equador e Colômbia.

## Taxonomia
Em 1997, a espécie foi descrita por Martins, com base num holótipo fêmea encontrado em Santo Domingo, na pronvíncia equatoriana de Pichincha.

## Biologia
Apresentam um tamanho de 10,6 mm de comprimento, com atividade durante o período de fevereiro a abril.

## Distribuição
Com ocorrência no Equador (Pichincha) e Colômbia (Bolívar).